# Irish Guards

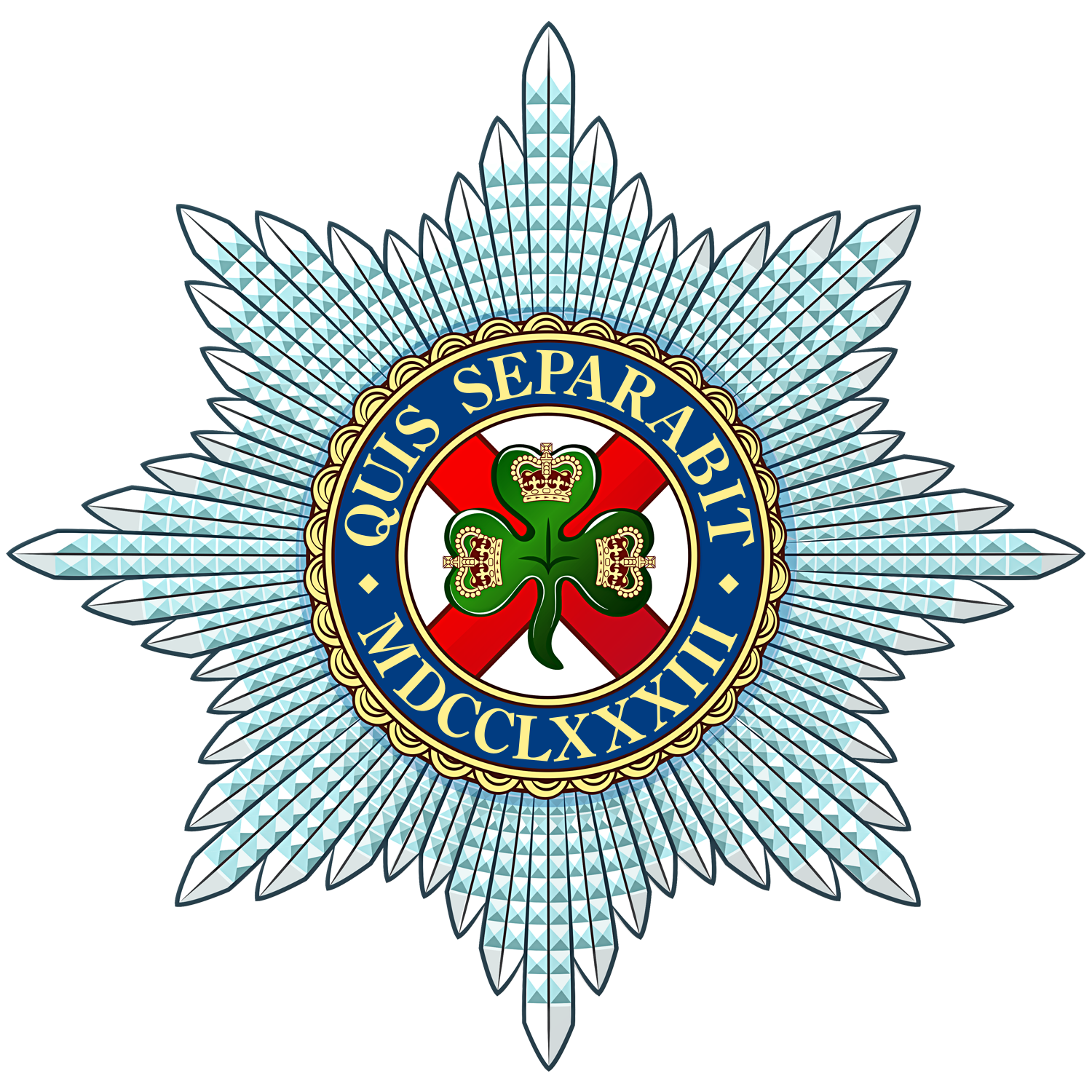
Symbolen för Irish Guards, dvs kraschanen för Sankt Patriksorden.

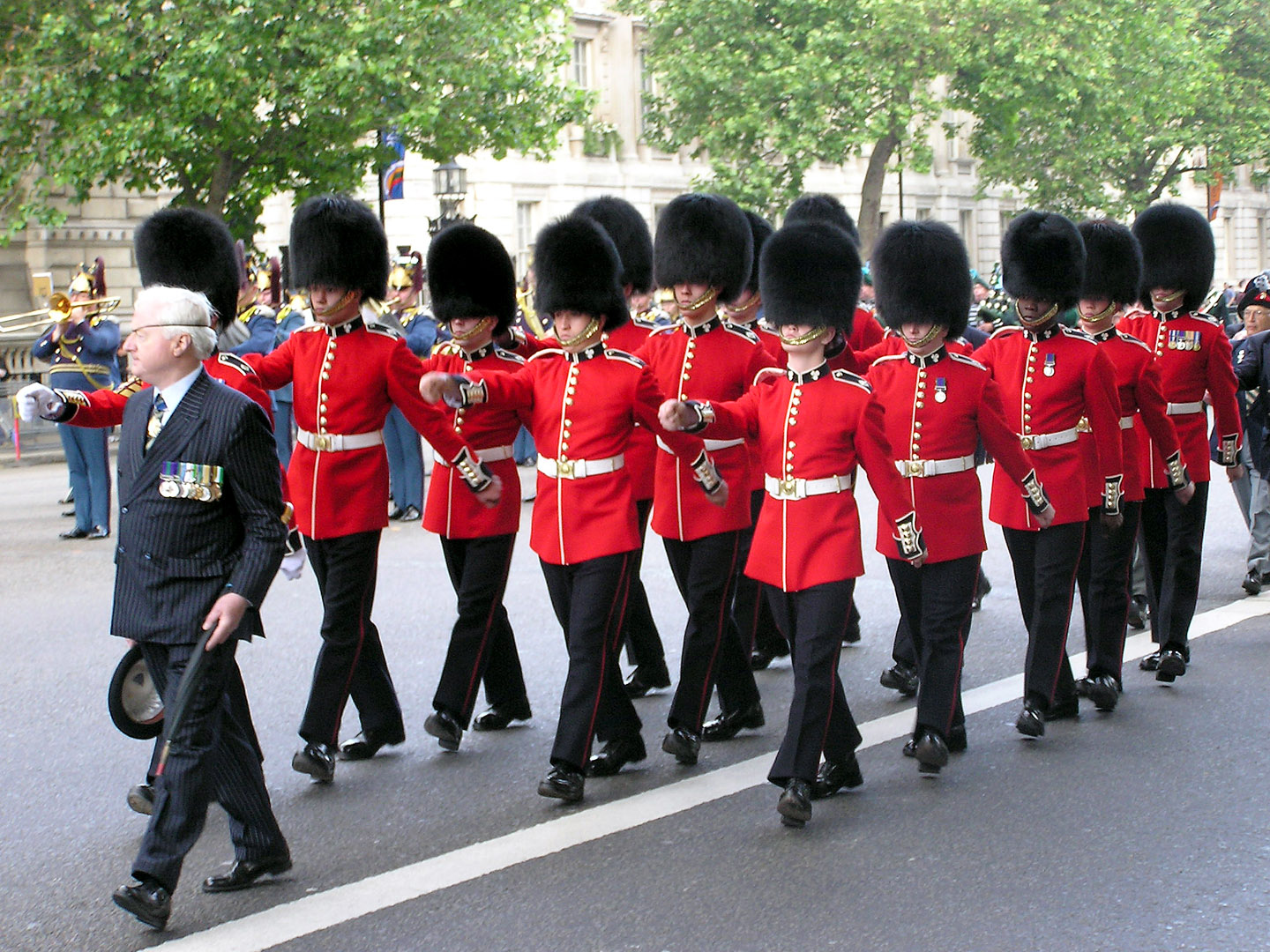
Brittiska soldater i Irish Guards med björnpälsmössan från svartbjörn.

Irish Guards, på svenska Iriska gardet, är ett infanteriregemente tillhörande gardesdivisionen (Household Division) i Storbritanniens armé.
Regementet bildades i april 1900 efter en kunglig resolution av Drottning Victoria för att hedra irländarna som stred för brittiska imperiet i andra boerkriget, och är förutom Royal Irish Regiment ett av två irländska regementen i den brittiska armén. 
Regementet rekryterar huvudsakligen från Nordirland. Även om Republiken Irlands lagstiftning förbjuder värvning till andra länders militär, förekommer det att personer från republiken ansluter sig till regementet. Irish Guards består av en bataljon med fem kompanier: tre skyttekompanier, ett stödkompani och ett stabskompani. 
Regimentets ceremoniella uniform utgörs av scharlakansröd vapenrock, mörkblå byxor och svart björnskinnsmössa, med blå fjäderplym på mössans högra sida. Knapparna är i grupper av fyra.

## Bakgrund
Regementet deltog i första världskriget och enheter ur detsamma befann sig på västfronten under hela kriget. Under andra världskriget deltog regementet i flera slag i Europa och Nordafrika. Iriska gardet deltog i Operation Market Garden. Regementet var ett av få brittiska arméförband som inledningsvis undantogs från deltagande i konflikten i Nordirland. Regementet har deltagit i Afghanistankriget (2001–) och deltog i Irakkriget och ledde i mars 2003 den brittiska framryckningen i Basra.
Fyra mottagare av Viktoriakorset har fått det vid tjänstgöring i Iriska gardet (fyra i första världskriget och två i andra världskriget). 
Iriska gardets hedersöverste var från 2011 till 2022 prins William. Hans maka, prinsessa Catherine, blev regimentets hedersöverste år 2022, när William överfördes till Walisiska gardet (Welsh Guards).